# Puerto del Conde
El Puerto del Conde (en catalán: Port del Comte) es un macizo del Prepirineo catalán situado a caballo de las comarcas del Solsonés y el Alto Urgel. Hace también de divisoria de aguas entre las cuencas del río Cardener y del Segre. Su pico más alto es el Pedró de los Cuatro Batlles, de 2.383 m. En la vertiente norte del macizo se encuentra la Estación de esquí de Port del Comte.
Los materiales, de época triásica y cretácica, son generalmente calcáreos y muy duros, de los que solo algunas capas exteriores han sido claramente erosionadas en los sectores triásicos.

## Vegetación
La vegetación arbórea es de roble y pino negro en la parte baja y de pino rojo en la mayor parte del macizo. En las partes altas (2 000-2 100 m), hay pino mugo, con algunos abetos, hasta que son sustituidos por la pradera alpina.

## Principales sierras y cumbres
El macizo consta de varias unidades orográficas: la Sierra de Querol, el Puig Soberano, los Prados de Bacies, la Sierra de Puerto del Conde y la Sierra de Odèn  son las principales.

## Galería

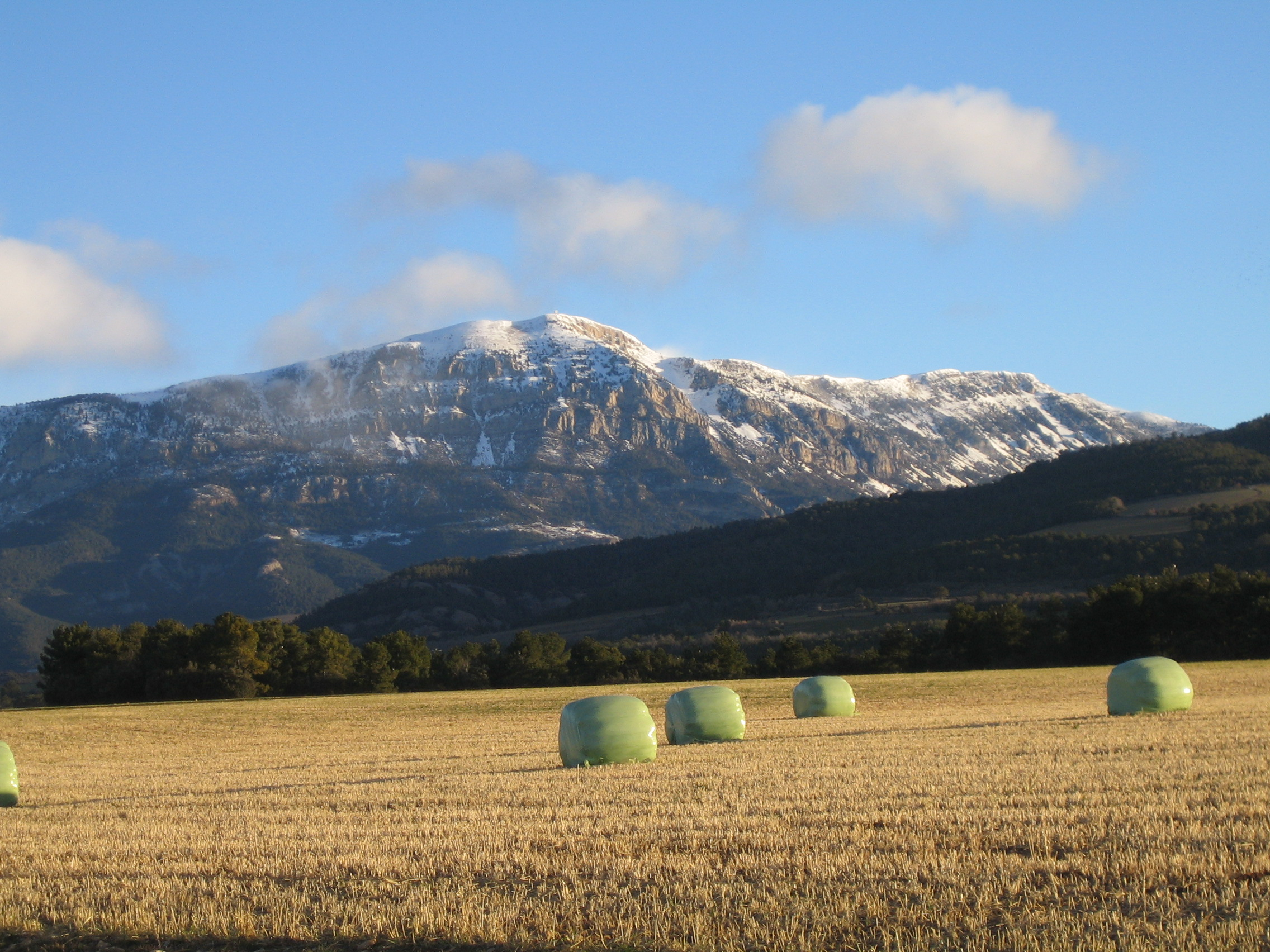
Puerto del Conde desde Lladurs
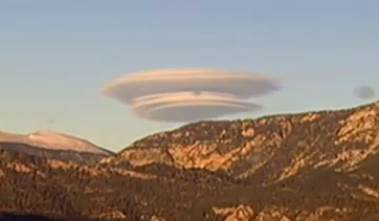
Puerto del Conde, una tarde de noviembre